# Arcovomer passarellii
Arcovomer passarellii es una especie de anfibio anuro de la familia Microhylidae y única representante del género Arcovomer.

## Distribución geográfica y hábitat
Es endémica del este de Brasil. Su rango altitudinal oscila entre 0 y 200 m s. n. m..

## Estado de conservación
Se encuentra amenazada por la pérdida de su hábitat natural.